# 150. vestlige længdekreds
Den 150. vestlige længdekreds (eller 150 grader vestlig længde) er en længdekreds, der ligger 150 grader vest for nulmeridianen. Den løber gennem Ishavet, Nordamerika, Stillehavet, det Sydlige Ishav og Antarktis.